# St. Gallen (bang)
Bang St. Gallen (tiếng Đức: Kanton St. Gallenⓘ,tiếng Đức chuẩn Thụy Sĩ: Sanggale) là bang của Thụy Sĩ nói tiếng Đức. Kanton St. Gallen nằm ở phía Đông Bắc của Thụy Sĩ. Nó có diện tích 2,026 km²
Thủ phủ là thành phố cùng tên St. Gallen.

## Địa lý
Bang St. Gallen có biên giới với những Kanton khác như Graubünden, Glarus, Schwyz, Zürich, Thurgau, ở miền Bắc có biên giới với Bodensee cũng như về phía Đông với bang Vorarlberg của Áo và công quốc Liechtenstein. Qua Bodensee, Kanton gián tiếp có biên giới với Lindau vùng Schwaben thuộc Bayern. Hơn nó bao bọc cả nửa kanton Appenzell Innerrhoden và Appenzell Ausserrhoden.
Ngọn núi cao nhất ở kanton này là ngọn Ringelspitz với độ cao 3.247m, nổi tiếng hơn là ngọn Säntis (2.502m). Điểm thấp nhất là Bodensee 395 m trên mặt nước biển. Những hồ lớn nhất của St. Gallen là Bodensee, Zürichsee và Walensee, tuy nhiên các hồ này không chỉ nằm trong lãnh thổ của kanton. Hồ lớn nhất chỉ nằm trong kanton St. Gallen là hồ đọng nước Gigerwaldsee.
Những con sông chạy ngang có vai trò quan trọng là Rhein, Thur, Linth, Sitter và Seez.